# Ahmed Farfar
Ahmed Farfar , né le 7 janvier 1953 à Skikda, est un ancien handballeur international algérien.

## Biographie
Ahmed Farfar est né dans la ville de Skikda. International cadet, en 1970, il remporte la médaille d'or des Jeux universitaires et scolaires maghrébins (JUSM) de Tunis en 1970. Alors qu'il évolue avec la sélection espoire, il est repéré par l’entraîneur de sélection algérienne, Mircea Costache II. Celui-ci le retient pour disputer le championnat du monde 1974 disputé en République démocratique allemande où l'Algérie termine à la 15e place. L'année suivante, il remporte la médaille de bronze des Jeux méditerranéens qui se déroulent à Alger. Il obtient une nouvelle médaille internationale, l'argent après le déclassement de l'Égypte, lors du championnat d'Afrique 1976, également disputé à Alger.
En 1975, il termine cinquième des Jeux méditerranéens de Split et remporte la médaille de bronze lors du Championnat d'Afrique 1979 de Brazzaville. En 1980, il participe aux Jeux olympiques de Moscou, où l'Algérie termine dixième.

## Vie privée
Ahmed Farfar est marié et père de deux enfants.

## Palmarès de joueur

### Clubs
- cinq championnats  d’Algérie de handball[2]
- six coupes d’Algérie de handball[2]

### Sélection nationale
Avec l'Équipe d'Algérie :
Jeux olympiques
- Participation aux Jeux olympiques de 1980 à Moscou[4]

Championnats du monde
- 15e place au championnat du monde 1974

Championnat d'Afrique
- Finaliste du Championnat d'Afrique 1976
- Troisième du Championnat d'Afrique 1979

Jeux africains
- Médaille d’or des du tournoi de handball des Jeux africains en 1978

Coupe Arabe des nations
- Coupe Arabe des nations en 1979 aux Emirats Arabes Unis

Jeux méditerranéens
- Troisième aux Jeux méditerranéens en 1975
- 5e place aux Jeux méditerranéens en 1979

Autres
- Médaille d’or Jeux universitaires et scolaires maghrébins (JUSM) de Tunis en 1970 (l’équipe nationale cadets)
- Médaille d’or des jeux universitaires et scolaires maghrébins 1974 à Alger[6]
- Participation à la Coupe du monde universitaire en 1977 en Pologne